# وست فورک (آرکانزاس)
وست فورک (آرکانزاس) (به انگلیسی: West Fork, Arkansas) یک شهر در ایالات متحده آمریکا با جمعیت ۲٬۰۴۲ نفر است که در آرکانزاس واقع شده‌است.

## موقعیت جغرافیایی
موقعیت جغرافیایی شهرها و مناطق اطراف به شرح زیر است: